# Mazra’a
Mazra’a (hebr. מזרעה; arab. المزرعة; pol. Farma) – samorząd lokalny położony w Dystrykcie Północnym, w Izraelu.

## Położenie
Miejscowość Mazra’a jest położona na wysokości 16 metrów n.p.m. w północnej części równiny przybrzeżnej Izraela. W odległości 4 km na wschodzie wznoszą się wzgórza Zachodniej Galilei. Ze wzgórz spływa strumień Bet ha-Emek, który przepływa przez północną część miejscowości. W odległości 1,5 km na zachodzie jest Morze Śródziemne. W otoczeniu Mazra’a znajdują się miasto Naharijja, kibuce Ewron i Bet ha-Emek, moszawy Ben Ammi, Netiw ha-Szajjara, Regba i Szawe Cijjon, oraz wioska chrześcijańska Nes Ammim.

### Podział administracyjny
Mazra’a jest położona w Poddystrykcie Akki, w Dystrykcie Północnym.

## Demografia
Zgodnie z danymi Izraelskiego Centrum Danych Statystycznych w 2011 roku w Mazra’a żyło prawie 3,5 tys. mieszkańców, z czego 97,1% Arabowie muzułmanie i 2,9% inne narodowości. Wskaźnik wzrostu populacji w 2011 roku wynosił 2,9%. Zgodnie z danymi Izraelskiego Centrum Danych Statystycznych średnie wynagrodzenie pracowników w Mazra’a w 2009 roku wynosiło 4413 ILS (średnia krajowa 7070 ILS).
| Wiek (w latach) | Procent populacji w % |
| --------------- | --------------------- |
| 0 – 4           | 7,1                   |
| 5 – 9           | 8,6                   |
| 10 – 14         | 9,0                   |
| 15 – 19         | 12,5                  |
| 20 – 29         | 17,8                  |
| 30 – 44         | 17,1                  |
| 45 – 59         | 19,5                  |
| 60 – 64         | 2,0                   |
| 65 –            | 6,4                   |

Źródło danych: Central Bureau of Statistics.

## Historia
Pierwsze wzmianki o wiosce Mazra’a pochodzą z 1283 roku - wspomina o niej traktat zawarty między sułtanem Kalawun i krzyżowcami. Tekst traktatu mówi, że wioska znajdowała się wówczas pod kontrolą krzyżowców. Odkryty 50-metrowy mur na zachód od centrum wioski, uznaje się za pozostałości struktur obronnych z okresu krzyżowców. Od 1517 roku Mazra’a znajdowała się pod panowaniem Imperium osmańskiego. W 1596 roku tureckie dokumenty podatkowe odnotowały w wiosce 27 gospodarstw domowych, które utrzymywały się z upraw pszenicy, jęczmienia, bawełny, oraz hodowli kóz, bawołów wodnych i uli. W połowie XVIII wieku beduiński szejk pochodzący z Tyberiady, Dhaher al-Omar zbuntował się przeciwko Osmanom. Opanował i ufortyfikował Akkę, która stała się jego głównym miastem. Mazra’a była jedną z pięciu wiosek, które bezpośrednio należały do Dhaher al-Omara. Po jego śmierci w 1775 roku, wioski te zostały porzucone i przez jakiś czas były miejscem bezprawia. Porządek przywrócił turecki oficer Jezzar Pasza. W 1799 roku Napoleon Bonaparte opisał Mazra’a jako niewielką wioskę (El Masár) zamieszkałą przez chrześcijan. W latach 1877–1879 z jednego z tutejszych domów korzystał Bahá'u'lláh, założyciel bahaizmu. Później przeniósł się do letniej rezydencji Al-Bahja. Francuski podróżnik Victor Guérin opisał ją pod koniec XIX wieku jako małą wioskę z niewielką liczbą mieszkańców. W wyniku I wojny światowej w 1918 roku cała Palestyna przeszła pod panowanie Brytyjczyków. Przyjęta 29 listopada 1947 roku Rezolucja Zgromadzenia Ogólnego ONZ nr 181 w sprawie podziału Palestyny przyznawała ten rejon państwu arabskiemu. Podczas wojny domowej w Mandacie Palestyny na początku 1948 roku w okolicy tej stacjonowały siły Arabskiej Armii Wyzwoleńczej, które paraliżowały żydowską komunikację w całym obszarze Zachodniej Galilei. Z tego powodu siły żydowskiej Hagany zajęły wioskę w lipcu 1948 roku. W dniu 13 maja 1948 roku w wiosce urządzono punkt zbiórki mieszkańców wypędzonych z arabskich wiosek Az-Zib i Al-Bassa. Dzięki temu wioska nie została zniszczona podczas I wojny izraelsko-arabskiej i zachowała swój pierwotny charakter. W 1953 roku władze izraelskie przeprowadziły wywłaszczenie 155 hektarów ziemi, a w 1962 roku kolejnych 30 hektarów. W 1996 roku Mazra’a otrzymała status samorządu lokalnego.

## Symbole
Herb miejscowości przedstawia akwedukt doprowadzający w przeszłości wodę do sąsiedniego miasta Akka. Za akweduktem widoczna jest palma. Powyżej i poniżej umieszczono nazwę miejscowości pisaną w języku hebrajskim i arabskim. Oficjalna flaga jest w kolorze białym z niebieskim herbem pośrodku.

## Polityka
Siedziba władz samorządowych znajduje się przy głównej ulicy w centrum miejscowości. Przewodniczącym rady jest Kasim Awwad.

## Architektura
Miasteczko posiada typową arabską architekturę, charakteryzującą się ciasną zabudową i wąskimi, krętymi uliczkami. Zabudowa powstawała bardzo chaotycznie, bez zachowania jakiegokolwiek wspólnego stylu architektonicznego. W północnej części miasteczka znajduje się dom w którym przez pewien czas mieszkał duchowy przywódca bahaizmu, Bahá'u'lláh.

## Kultura
W miejscowości znajduje się dom kultury z biblioteką publiczną.

## Edukacja
W miejscowości znajduje się arabska szkoła podstawowa. W 2010 roku uczyło się w niej ponad 500 uczniów. Średnia uczniów w klasie wynosiła 28.

## Gospodarka
We wschodniej części miejscowości utworzono niewielką strefę przemysłową, jednak większość mieszkańców utrzymuje się z rolnictwa i sadownictwa.

## Transport
Z miasteczka wychodzą w kierunku zachodnim dwie lokalne drogi, którymi wjeżdża się na drogę ekspresową nr 4. Jadąc nią na północ dojeżdża się do miasta Naharijja i kibucu Ewron, lub jadąc na południe dojeżdża się do moszawu Regba i skrzyżowania z lokalną drogą prowadzącą do nadmorskiego moszawu Szawei Syjon. Wzdłuż południowej granicy miasteczka przebiega droga nr 8611, którą jadąc na wschód można dojechać do wioski Nes Ammim.